# Berotralstat
Le berotralstat est un médicament utilisé dans le traitement de l'angiœdème bradykinique (ou angio-œdème héréditaire). Il est vendu sous le nom de marque Orladeyo.

## Mode d'action
Il s'agit d'un inhibiteur de la kallicréine plasmatique .

## Usage médical
Le berotralstat Est un médicament utilisé pour prévenir les crises d'angio-œdème héréditaire. Il est utilisé chez les personnes âgées de douze ans et plus.Le médicament  est pris par voie orale.

## Effets secondaires
Les effets secondaires de ce médicament comprennent des douleurs abdominales, des vomissements, de la diarrhée, des maux de dos oudes brûlures d’estomac. D’autres effets secondaires peuvent inclure un allongement de l’intervalle QT . Bien qu’il n’existe aucune preuve de danger pendant la grossesse de ce médicament, une telle utilisation n’a pas été bien étudiée.

## Histoire
Le  médicament  a été approuvé pour un usage médical aux États-Unis en 2020 et en Europe en 2021,. Au Royaume-Uni, 4 semaines coûtent au NHS environ 10 200 livres sterling en 2022. Aux États-Unis, ce traitement coûte environ 40 500 dollars.